# 하얼빈역
하얼빈역(중국어 정체자: 哈爾濱站, 병음: Hā'ěrbīn Zhàn, 한자음: 합이빈참, 문화어·중국조선어: 할빈역)은 중화인민공화국 헤이룽장성 하얼빈시 난강구의 철도역이다. 징하선(京哈线), 하다선(哈大线), 빈쑤이선(浜綏线), 빈저우선(浜洲线), 빈베이선(浜北线), 라빈선(拉浜线)이 지난다.
1899년 10월, 쑹화장역(중국어: 松花江站, 병음: Sōnghuājiāng Zhàn, 쑹화강역)으로 개업했으며, 1903년 7월, 하얼빈역으로 이름을 바꾸었다. 1909년 10월 26일, 안중근이 이토 히로부미를 암살한 사건으로 유명하며, 기념관이 설치되어 있다.

## 역 구조

### 역 건물
하얼빈역 신역사는 2017년 8월 31일에 개장했다. 신역사는 남북 양쪽으로 나누어져, 고가의 대합실로 연결되어 있다. 북역사는 건축면적이 10844m²로 가로 114m, 세로 40m, 지상 3층, 지하 1층이다. 남역사는 건축면적 2만9030m, 길이 214m, 폭 44m, 지상 4층, 지하 1층이다. 고가역 건물의 건축면적은 33750m², 길이 185m, 폭 114m로 고가층 및 여러 겹층으로 나뉜다.
하얼빈역의 신역사는 1903년 구 하얼빈 역사에서 사용하던 유럽 "아르 누보" 양식으로, 이 양식을 중국 대륙에서 최초로 사용한 역사다. 신역사는 구역사의 역사적 면모를 반영하여, 외관과 내부, 각종 조형과 곡선으로 유럽식 양식을 나타낸다. 신역사는 시공면에서 빌딩 정보 모델링(BIM) 기술을 사용하였으며, 신역사 건물 시공에 필요한 관련 정보를 통합함으로써, 공사 건설과 후기 운영 모델을 형성하여 시공과 관리 효율을 높였다.

## 이용 현황

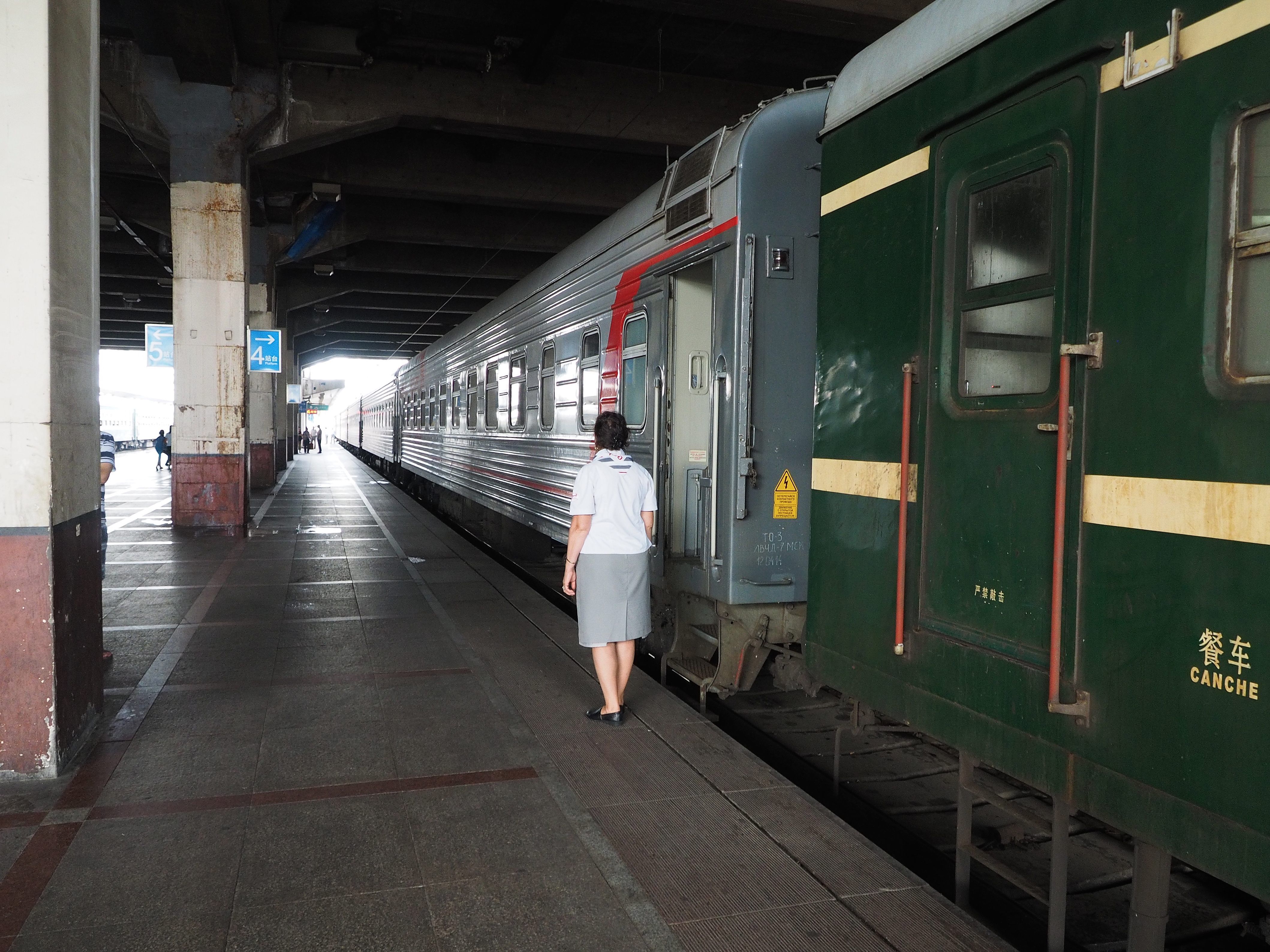
정차중인 K19차 열차

하얼빈역은 징하 철로, 하다 철로, 빈저우 철로, 빈쑤이 철로가 지나는 승객 및 화물용 특등역이다. 이 외 하얼빈역에서 시속 250 km의 설계 속도를 가진 하치 고속철도가 도입되었고, 시속 200 km의 설계 속도를 가진 하자 철로도 도입된다.

## 사건·사고

### 이토 히로부미 저격 사건

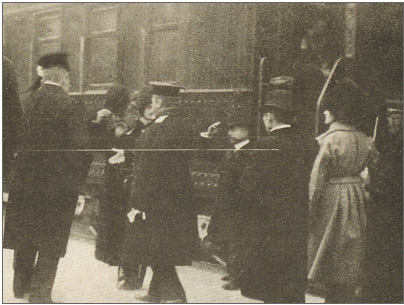
열차에서 하얼빈역에 하차한 이토 히로부미(왼쪽에서 2번째)

1909년 일본 정부는 러일 전쟁에서 승리한 당시 정세를 이용하여, 일본의 조선 통감이었던 이토 히로부미는 러시아의 코콥초프 총리를 만나 한반도와 중국 둥베이 지방의 일본과 러시아 영향권 구분을 의논하기 위해 하얼빈으로 갔다. 1909년 10월 26일 오전 9시 정각에, 이토 히로부미를 태운 특별열차가 하얼빈역에 도착하자 코콥초프가 차에 올라 맞이하였다. 약 20분 후 이토 히로부미는 코콥초프와 동행하면서 환영 행렬을 검토하기 시작했다. 9시30분, 한국의 독립운동가 안중근이 러시아 의장대 뒤에 서자, 이토 히로부미는 러시아 의장대 앞으로 걸어갔다.
안중근 의사로부터 10보 정도 떨어진 러시아 군인 틈을 타 의장대를 뚫고, 이토 히로부미 앞에서 권총을 꺼내 이토 히로부미를 향해 세 발을 발사했다. 총알 세 발이 이토 히로부미의 가슴과 복부에 맞춰졌고, 이토 히로부미와 동반한 의사가 재빨리 이토 히로부미를 차에 태워 응급 처치를 하였는데, 20분 후, 이토 히로부미가 사망하였음을 알렸다.
이토 히로부미가 피살된 이후, 일본에서는 하얼빈역 제1승강장의 옛 지하통로 남측에서 5m 떨어진 곳인, 안중근 의사가 이토 히로부미를 저격한 곳에, 구리로 표지를 설치했고, 위에는 “이토가 죽은 장소(伊藤公遇难之地)”란 글이 새겨져 있다. 또한 제1승강장 대합실의 벽에는 이토 히로부미 흉상이 세워져 있었다. 이 기념물은 제2차 세계 대전 일본의 항복후 모두 철거했다. 2013년 박근혜 전 대한민국 대통령 방중 때 시진핑에게 역에서 안중근 의사 기념비 건립 희망을 제안했고, 중국은 하얼빈시 인민정부와 하얼빈 철로국에게 하얼빈역에 안중근 의사 기념관을 세우라는 지시를 내렸다. 중국은 이 밖에도 하얼빈역 승강장에 “안중근 이토 히로부미 사살 사건 발생지, 1909.10.26(安重根擊斃伊藤博文事件發生地，1909.10.26.)”이라는 문구를 새겨놓았다. 2014년 1월 19일, 중국 측이 건립한 안중근 의사 기념관이 하얼빈역에서 정식으로 개장했다.

## 인근 역세권
- 난강(南岗) 장거리 버스 터미널
- 룽먼 빌딩(龙门大廈)
- 하얼빈 의대 부속 제4 병원(哈尔滨医科大学附屬第四醫院)
- 텐주 호텔(天竹宾馆)
- 후시 빌딩(沪士大厦)

## 같이 보기
- 안중근 의사 기념관
- 하얼빈 서역
- 지훙교(霁虹桥)

## 인접정차역
| 중국철로              | 중국철로                       | 중국철로                                                          |
| --------------------- | ------------------------------ | ----------------------------------------------------------------- |
| 하얼빈 서 베이징 방면 | ← 7km 징하 철로                | 시·종착역                                                         |
| 시·종착역             | 빈저우 철로 10km →             | 먀오타이쯔 쑹베이(취소) 만저우리 방면 하다 고속철도 치치하얼 방면 |
| 시·종착역             | 빈쑤이 철로 5km →              | 왕자오툰 쑤이펀허 방면                                            |
| 시·종착역             | 싼커수 철로 3km →              | 빈장 하얼빈둥, 신샹팡 방면                                        |
| 하얼빈 서 다롄 방면   | 하다 고속철도                  | 시·종착역                                                         |
| 시·종착역             | 하치 고속철도                  | 하얼빈 북                                                         |
| 시·종착역             | 하무 여객전용선 (건설중) 3km → | 타이핑차오                                                        |
| 시·종착역             | 하자 철로 (건설중) 3km →       | 타이핑차오                                                        |